# Corinne Favre
Pour les articles homonymes, voir Favre.
Corinne Favre, née le 15 décembre 1970 à Chambéry, est une pratiquante de ski-alpinisme et de trail française.

## Biographie
En 2006, à 35 ans, Corinne Favre remporte l'Ultra-Trail du Mont-Blanc CCC, devançant de 18 minutes le premier coureur masculin, Alun Powell et François D'haene, 4ème, et, futur quadruple vainqueur de l'UTMB.

## Palmarès

### Ski-alpinisme
| Année | Compétition                                 | Lieu                     | Résultat                  | Catégorie |
| ----- | ------------------------------------------- | ------------------------ | ------------------------- | --------- |
| 2002  | Championnats du monde de ski-alpinisme 2002 | Serre Chevalier, France  | Médaille d'argent, monde  | Équipes   |
| 2006  | Championnats du monde de ski-alpinisme 2006 | Cuneo, Italie            | Médaille de bronze, monde | Équipes   |
| 2006  | Championnats du monde de ski-alpinisme 2006 | Cuneo, Italie            | Médaille de bronze, monde | Relais    |
| 2008  | Championnats du monde de ski-alpinisme 2008 | Portes du Soleil, Suisse | Médaille de bronze, monde | Relais    |

| Année | Compétition                                 | Lieu                                  | Résultat                   | Catégorie |
| ----- | ------------------------------------------- | ------------------------------------- | -------------------------- | --------- |
| 2003  | Championnats d'Europe de ski-alpinisme 2003 | Chaîne de montagnes Tatras, Slovaquie | Médaille de bronze, Europe | Équipes   |
| 2007  | Championnats d'Europe de ski-alpinisme 2007 | Morzine-Avoriaz, France               | Médaille d'argent, Europe  | Équipes   |
| 2007  | Championnats d'Europe de ski-alpinisme 2007 | Morzine-Avoriaz, France               | Médaille d'argent, Europe  | Relais    |
| 2009  | Championnats d'Europe de ski-alpinisme 2009 | Alpago, Italie                        | Médaille de bronze, Europe | Relais    |

### Trail
- Himal Race
- Grand Raid de La Réunion : 1997  - 1998  - 2000  - 2001
- SoloKhumbu Trail
- 6000D : 1992  - 1995  - 1996  - 1997  - 1998  - 1999  - 2001  - 2003  - 2004  - 2005  - 2006  - 2007  - 2008
- Trail de Serre Chevalier
- CCC 2006
- Trophée Kima : 2002  - 2004  - 2006  - 2007
- Olympus Marathon : 2008  - 2009